# Folkpartiet (Lettland)
Folkpartiet (lettiska: Tautas partija) var ett politiskt parti i Lettland. Partiet själv beskrev sig som ett konservativt parti.
Tautas partija grundades 1998 av Andris Šķēle, en affärsman och tidigare premiärminister, som var partiordförande till 2002. På grund av Šķēles starka personlighet, identifierade sig många av väljarna med ledaren under denna period. 2002 lämnade Šķēle politiken och Atis Slakteris blev ordförande. Vid valet i oktober 2002 blev partiet det tredje största i Saeiman (parlamentet) med 16,7% av väljarnas röster. Detta resulterade 20 platser i parlamentet. 2004 blev partimedlemmen Aigars Kalvītis landets premiärminister.
Vid valet den 7 oktober 2006 fick partiet 19,49 % av väljarnas röster, vilket gav de 23 av 100 platser i Saeiman, och blev därmed det största partiet i landet. I valet 2010 vann partiet dock endast fyra mandat och förlorade större delen av sitt folkliga stöd.
För att undvika återbetalningen av en miljon lats som partiet hade i skuld på grund av sin valkampanj, upplöstes partiet den 9 juli 2011.
Tautas partija var medlem i Europeiska folkpartiet.